# Joseph Addison Alexander
Joseph Addison Alexander (Filadélfia, 24 de abril de 1809 — Princeton, 28 de janeiro de 1860) foi um erudito bíblico americano.

## Biografia
Alexander nasceu na Filadélfia, Pensilvânia, terceiro filho de Archibald Alexander e irmão de James Waddel Alexander e William Cowper Alexander.
Graduou-se no Colégio de Nova Jersey (atual Universidade de Princeton) em 1826, tendo se dedicado especialmente ao estudo do hebraico e de outras línguas, e de 1830 até 1833 foi professor adjunto de línguas antigas e literatura no mesmo local. Em 1834 tornou-se assistente do Dr. Charles Hodge, professor de literatura bíblica e oriental do Seminário Teológico de Princeton, e em 1838 tornou-se professor de literatura bíblica e oriental, sucedendo ao Dr. Hodge naquela cadeira em 1840, e sendo transferido em 1851 para a cadeira de história bíblica e eclesiástica, e em 1859 para a de helenística e literatura do Novo Testamento, que ocupou até sua morte em Princeton em 1860.

## Obras
Alexander era um linguista notável e exegeta. Foi ordenado ministro presbiteriano em 1839, e era conhecido por sua eloquência no púlpito. Foi autor de The Earlier Prophecies of Isaiah (1846), The Later Prophecies of Isaiah (1847), e de um resumo desses dois volumes, Isaiah Illustrated and Explained (2 vols., 1851), The Psalms Translated and Explained (3 vols., 1850), comentários sobre os Atos dos Apóstolos (2 vols., 1857), Marcos (1858) e Mateus (1860), e dois volumes de Sermões (1860).